# Voiture open source

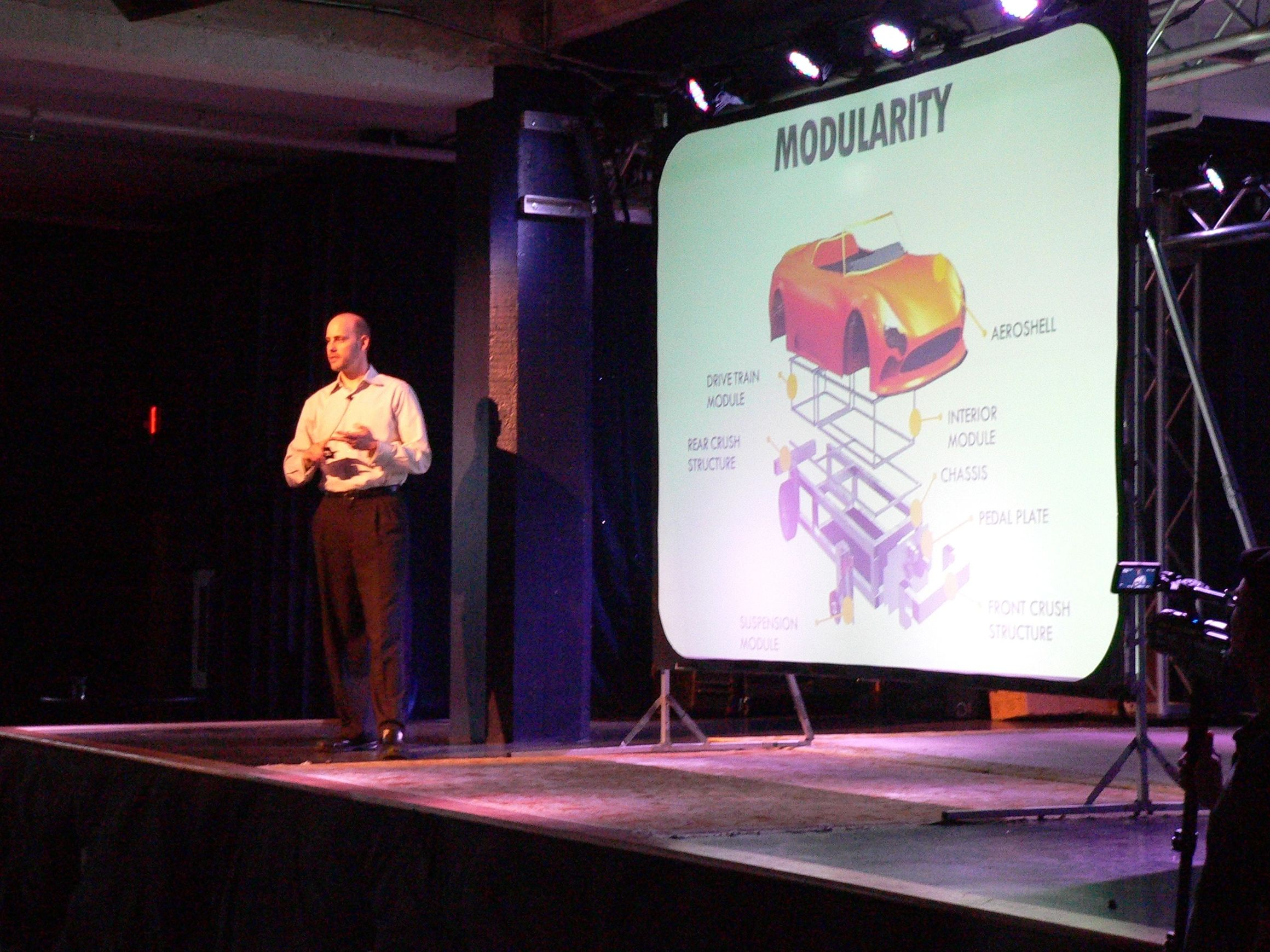
Joe Justice, fondateur de Wikispeed, présente la conception modulaire des voitures.

Un véhicule open source est un véhicule conçu et distribué selon les principes de l'open source à l'instar du logiciel libre. C'est-à-dire que sa conception peut être librement redistribuée, fabriquée ou modifiée par un tiers sous respect de sa licence.

## Voitures
Quelques projets de voiture open-source :
- ANDRE cars, Inverter – une voiture de course conçue par Andre Brown (un ancien étudiant du fondateur de RepRap Adrian Bowyer) en partenariat avec Reynard. La licence est de type CC-BY-NC-SA.
- Rally Fighter, un véhicule tout-terrain créé par Local Motors (en) distribué sous une licence CC-BY-NC-SA
- OScar (en) – démarré en 1999, et toujours en conception.
- OSVehicle Tabby (en) – Tabby est le premier véhicule conçu par OSVehicle[1],[2]
- Riversimple Urban Car (en) : Les modèles CAD pour le démonstrateur de la technologie Riversimple Hyrban sont distribués sous licence CC-BY-NC-SA[réf. nécessaire]. La version de 2017 est la Riversimple Rasa.
- Google Community Vehicle, Cette voiture fut créée en 2016 par une équipe indienne pour un concours de design Michelin Mobility for All International Design Competition[3]
- Renault POM : Renault en partenariat avec ARM et OSVehicle a mis la plateforme de la Renault Twizy en Open-Source. Elle est inspirée par le succès de l'OSVehicle Tabby et ses dérivées. Elle vise un domaine proche : celui des petits véhicules électriques urbains communautaires[4].

## Autres types de véhicule
D'autres types de véhicule ont été distribués en open source comme le vélomobile PUUNK , l'Hypertrike et le Xtracycle (en).